# Chunghwa Post
Chunghwa Post Co., Ltd. є офіційною поштовою службою Тайваню (офіційна Республіка Китай). Chunghwa Post була урядовою агенцією Міністерства транспорту та зв'язку до 2003 року, коли її було реорганізовано в державну корпорацію.
Її приналежність до Всесвітнього поштового союзу почалася в 1914 році, але закінчилася в 1972 році, коли її замінила Пошта Китаю незабаром після того, як місце Китаю в ООН було передано Китайській Народній Республіці.
Міжнародні купони для відповіді недоступні для Тайваню, а пошта не доставляється на Тайвань і не надсилається безпосередньо з Тайваню, а направляється через сторонні країни, при цьому Японська пошта є основним маршрутом для вхідної пошти, надісланої з американського регіону. Під назвою «Китайський Тайбей» Тайвань є членом Fédération Internationale de Philatélie та Міжазійської філателістичної федерації. 